# Dean Sewell
Dean Sewell (ur. 13 kwietnia 1972) – piłkarz jamajski grający na pozycji środkowego obrońcy lub defensywnego pomocnika.

## Kariera klubowa
Karierę piłkarską Sewell rozpoczął w Stanach Zjednoczonych, w college'u w New Hampshire. W drużynie piłkarskiej grał w pomocy i zdobył 40 goli w 53 spotkaniach. W 1997 roku wrócił na Jamajkę i został zawodnikiem klubu Constant Spring F.C. z miasta o tej samej nazwie. Tam występował przez dwa sezony i w 1999 roku ponownie trafił do USA. Występował w Charleston Battery grającym w USL First Division, a w 2001 roku przeszedł do Connecticut Wolves, z którym przez rok rywalizował na tym samym szczeblu rozgrywek, a w 2002 w lidze D-3 Pro League. W tamtym roku zakończył piłkarską karierę.

## Kariera reprezentacyjna
W reprezentacji Jamajki Sewell zadebiutował w 1993 roku. W 1998 roku został powołany przez selekcjonera René Simõesa do kadry na Mistrzostwa Świata we Francji. Tam był rezerwowym i nie rozegrał żadnego spotkania. Ostatni mecz w "Reggae Boyz" rozegrał w 2000 roku przeciwko Kajmanom. Ogółem w drużynie narodowej wystąpił 22 razy i zdobył jednego gola.